# Stephan Balkenhol
Stephan Balkenhol (Fritzlar, Hesse, Alemania, 1957) es un escultor alemán que trabaja con madera.

## Biografía
Su familia se estableció en 1968 en Kassel, tras haber vivido en distintos lugares (entre otros, cinco años en Luxemburgo). En 1972 asistió a la documenta (gran exposición de arte contemporáneo) de Kassel, lo que determinó su vocación por el arte. Estudió en la Escuela de Bellas Artes de Hamburgo, donde conocerá y recibirá gran influencia de Ulrich Rükriem.

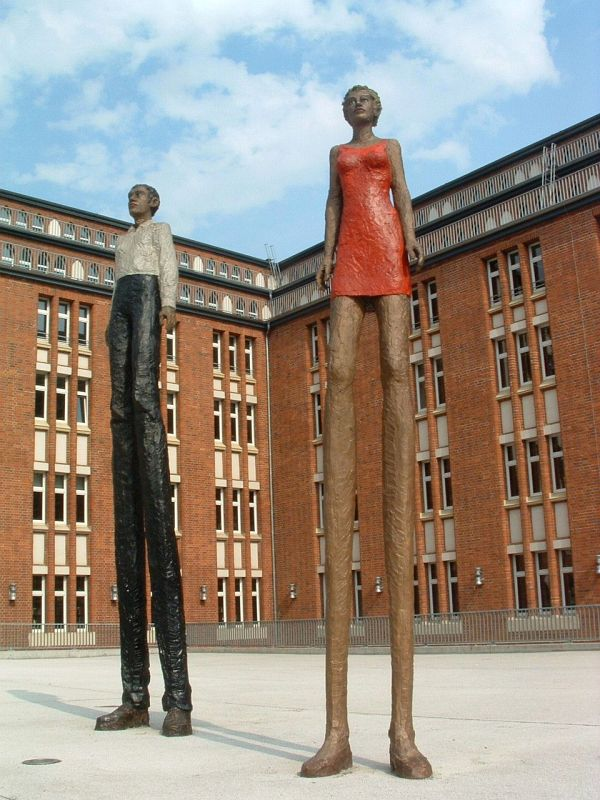
Mann und Frau, esculturas de Stephan Balkenhol en la Zentralbibliothek de Hamburgo.

## Exposición monográfica
En 2007 se le dedicó una exposición monográfica en el Museum der Moderne de Salzburgo.

## Obras

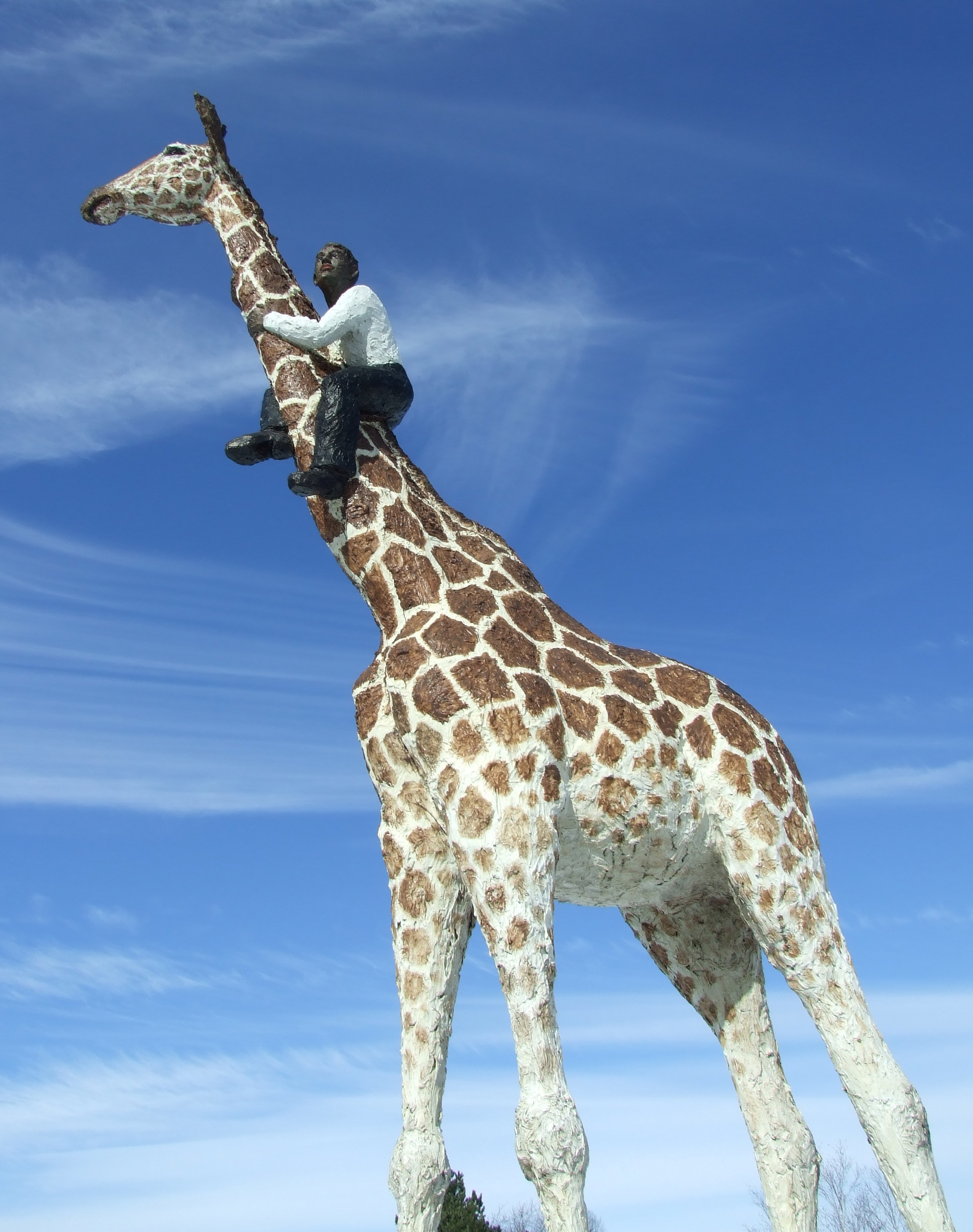
Escultura

A continuación puedes ver una serie de esculturas de Stephan Balkenhol fotografiadas 

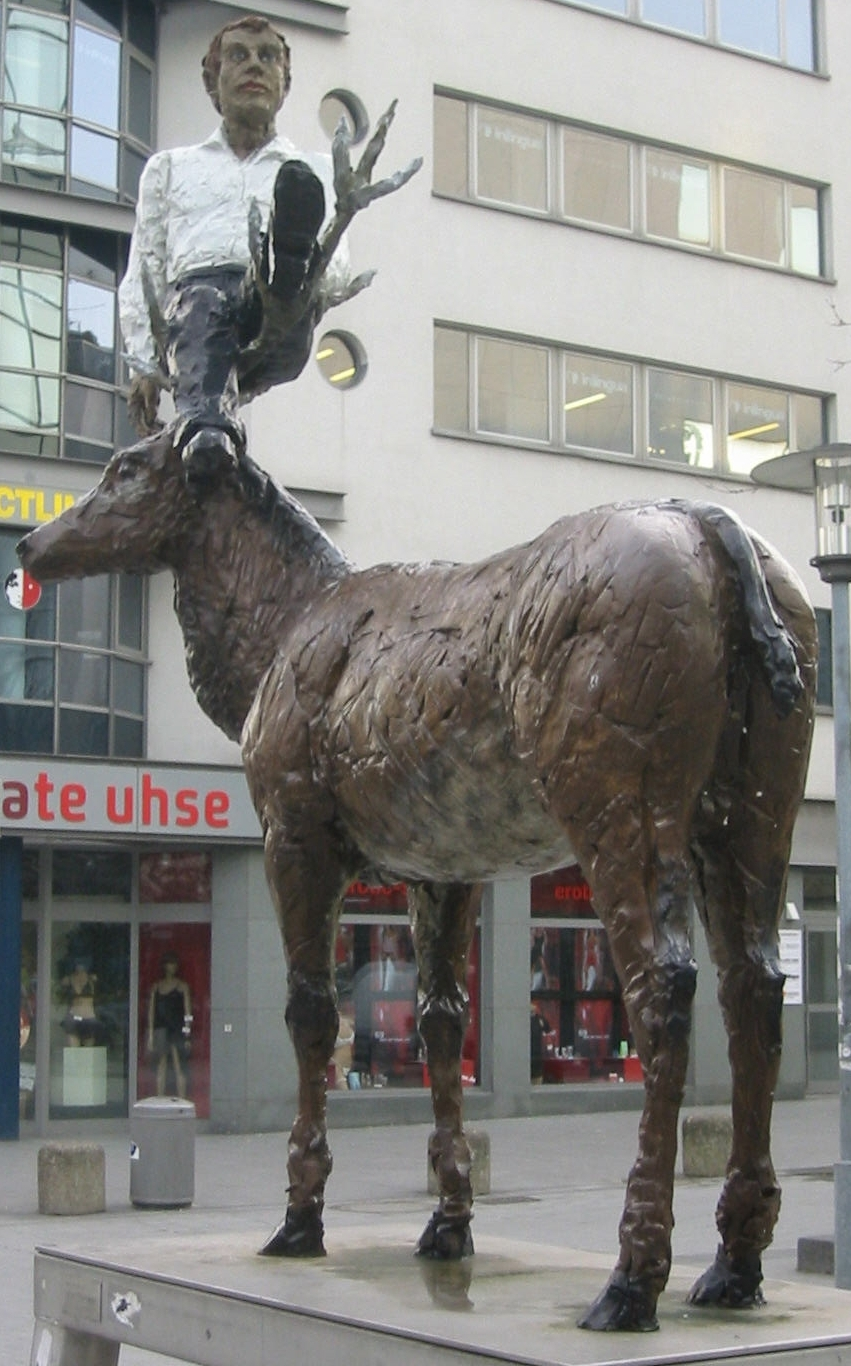
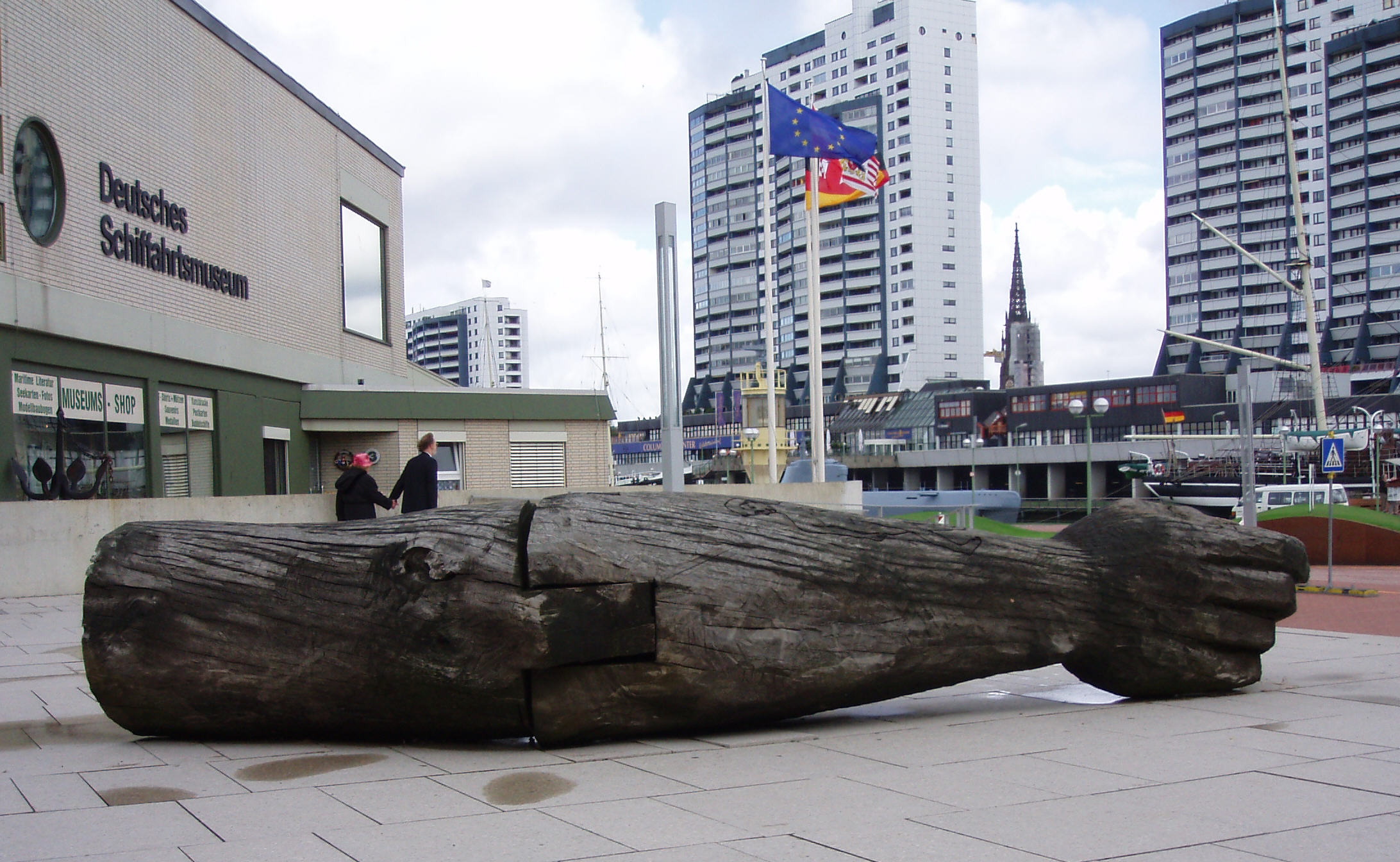
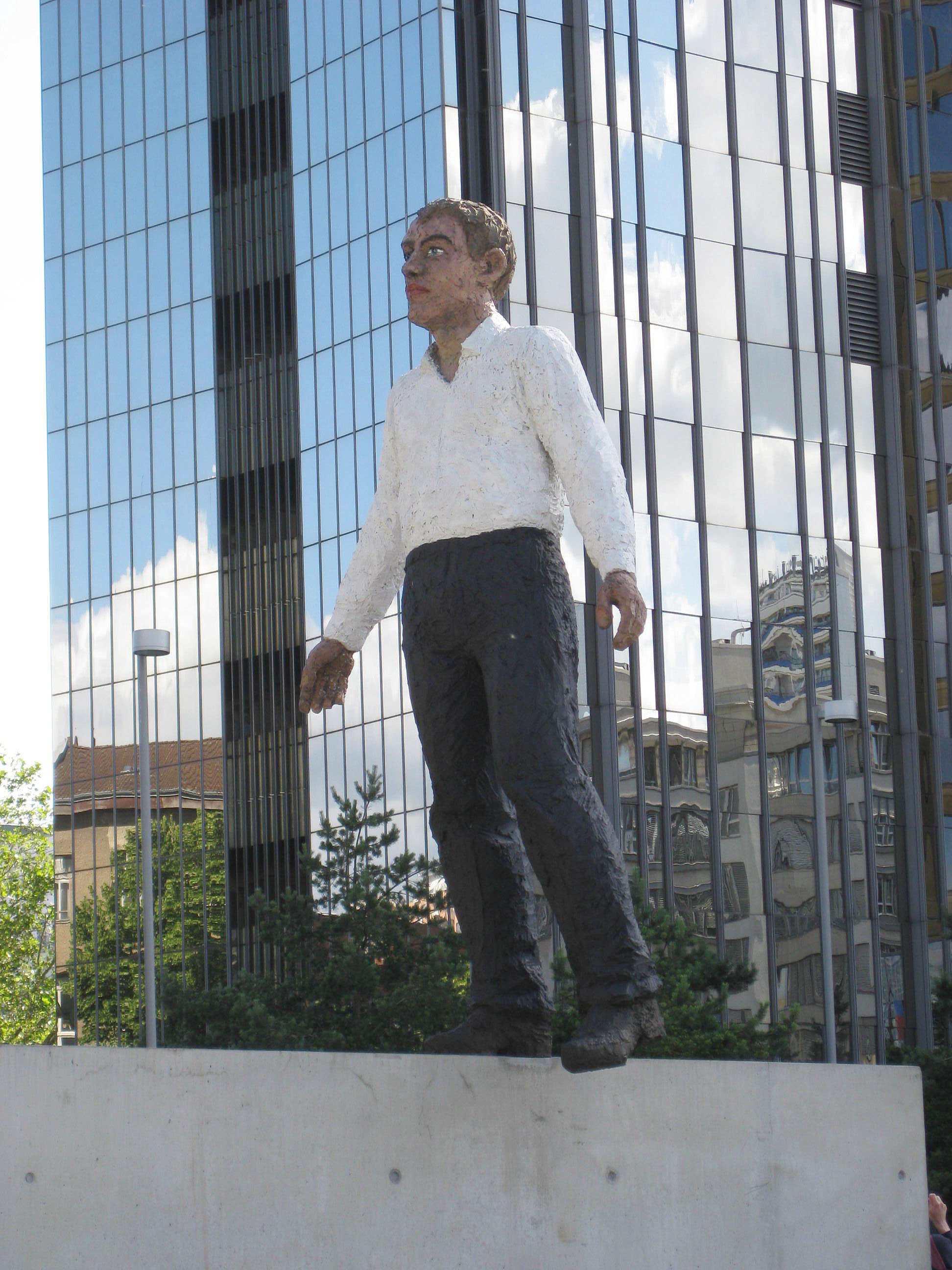
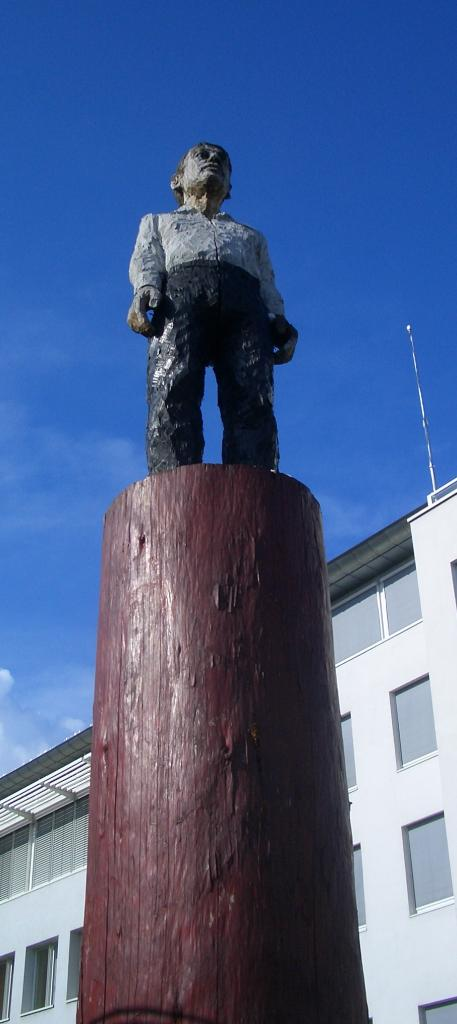
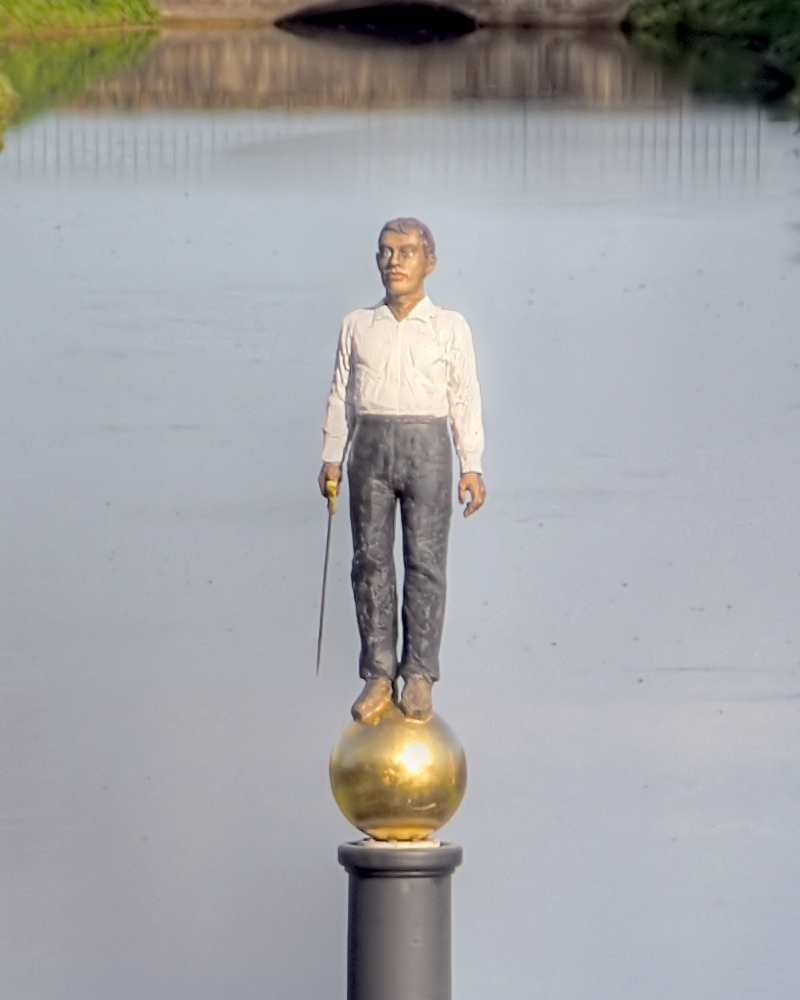
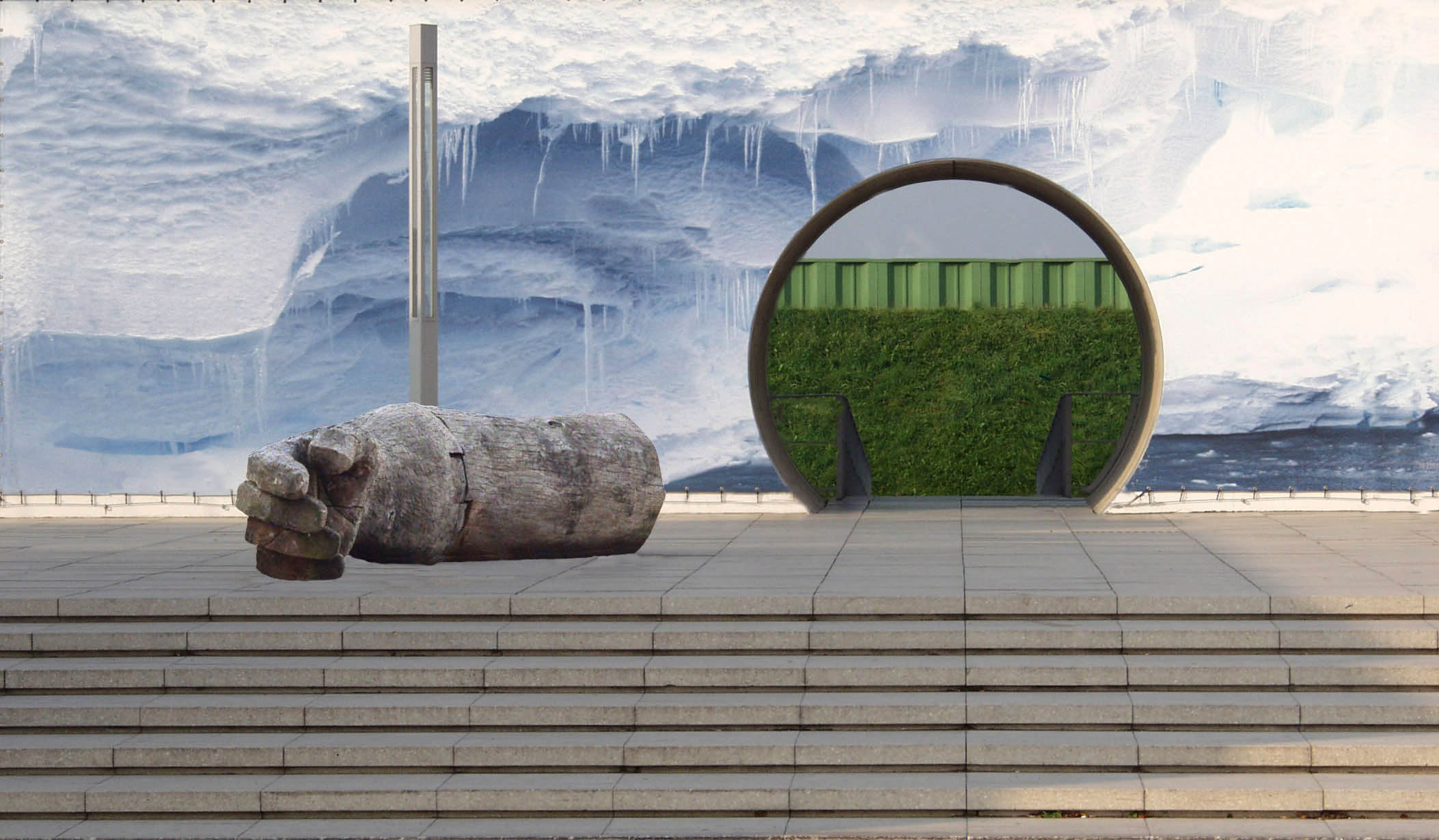
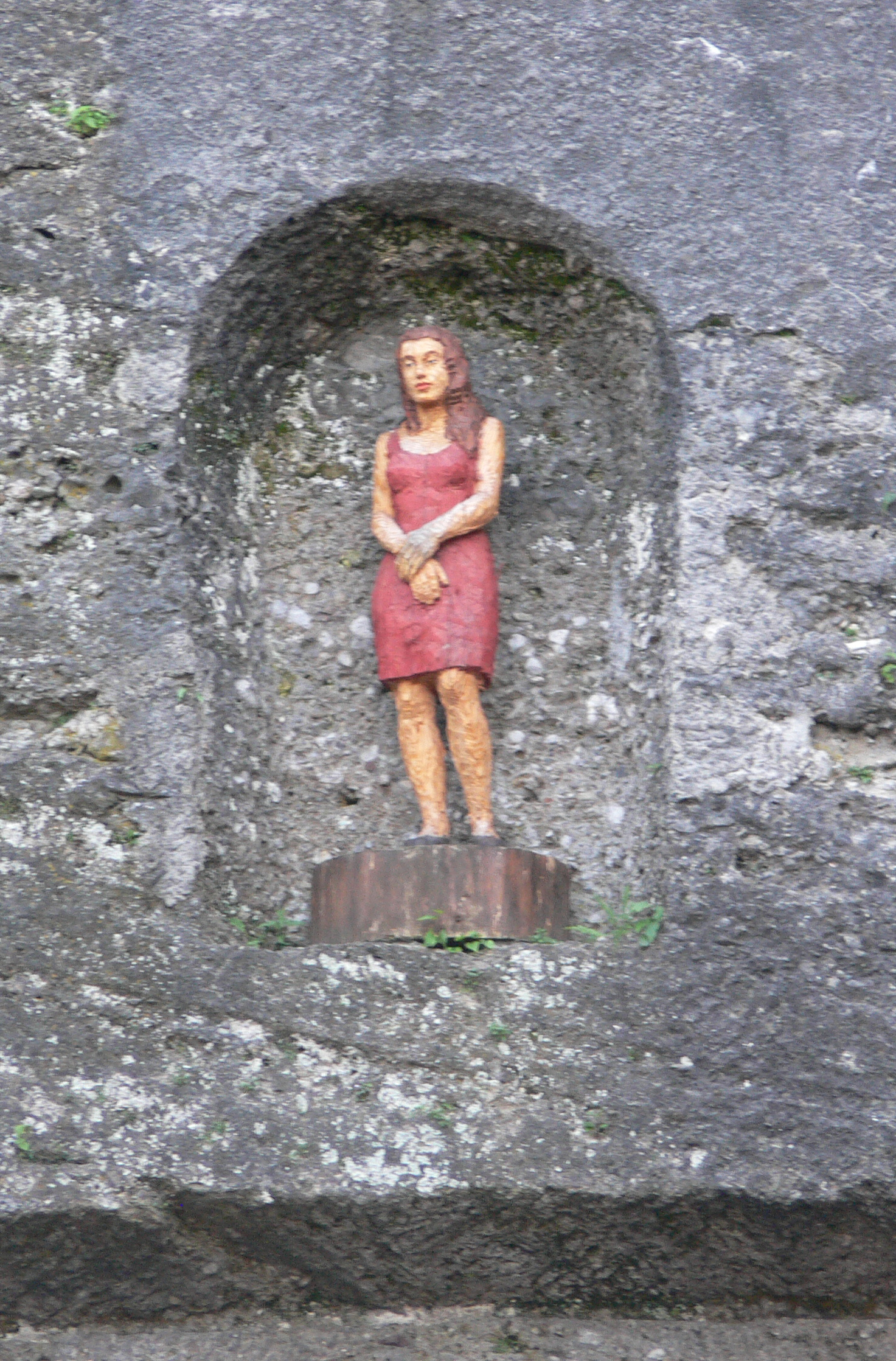
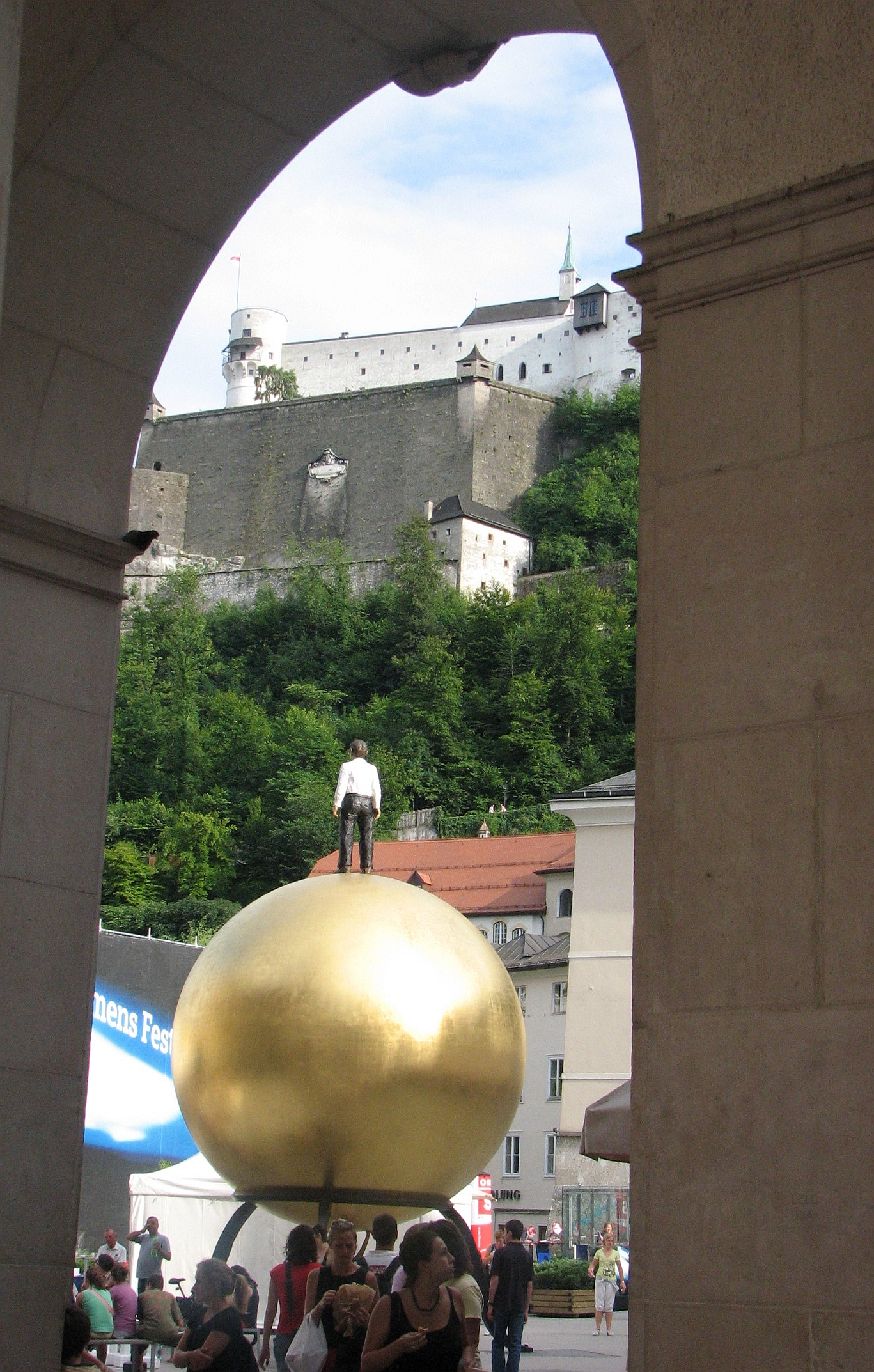
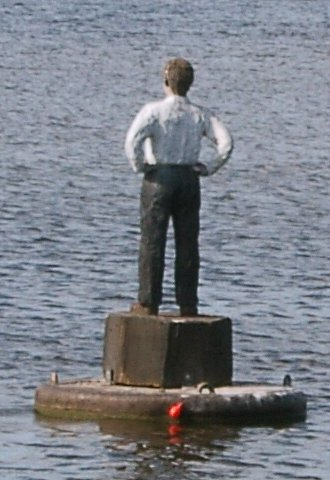
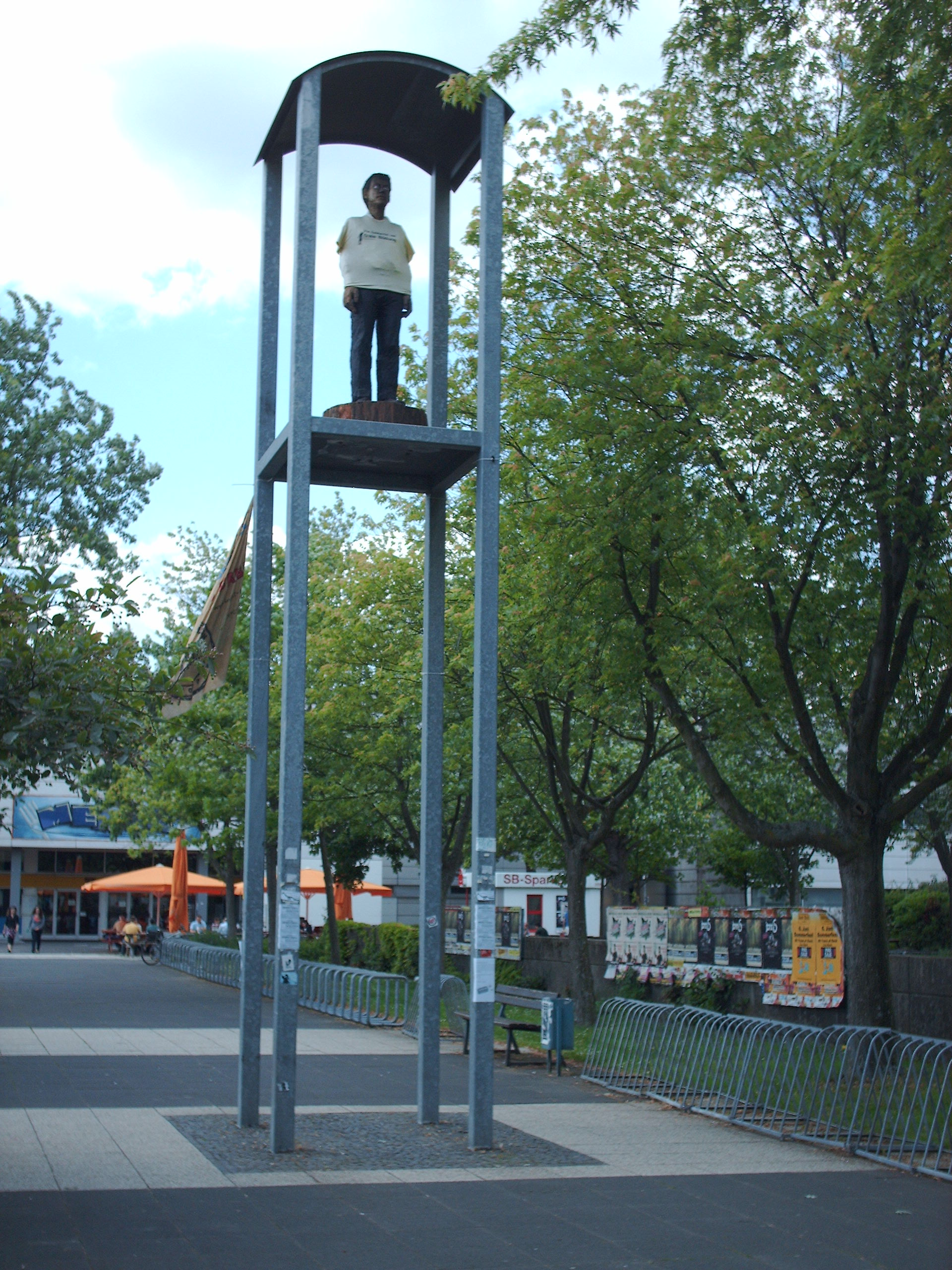

(pinchar sobre la imagen para agrandar) 

## Docencia
Balkenhol es desde 1992 catedrático de la Academia de Bellas Artes de Karlsruhe. Con anterioridad había sido profesor en las Escuela de Bellas Artes de Hamburgo y Fráncfort del Meno. 